# 投資家コミュニティ トレーダーズユナイテッド!
投資家コミュニティ トレーダーズユナイテッド（とうしかコミュニティ・トレーダーズ・ユナイテッド）は、日経ラジオ社（ラジオNIKKEI）で2012年4月2日より2013年3月29日まで放送された、株式市況のラジオ番組である。

## 概要
2012年3月まで放送されていた「マーケットカレッジ 集まれ株仲間!」をリニューアルしたもので、その日の株式市況の動向を赤坂のスタジオでモニターをしながら、ラジオNIKKEIの記者、投資専門家がわかりやすく分析し、注目銘柄についてはその企業の背景や現状もわかりやすく説明する。キャッチフレーズは“きっちり増やして上手に使う”。
番組は第1部「前場」と第2部「後場」に分かれ、原則、東京証券取引所が開場している日（月曜 - 金曜）の第1部は9:00 - 11:35、第2部は12:30 - 15:10に第1放送チャンネル、radiko、ネットストリーミングで同時に放送される。
なお、2012年9月までは第2放送チャンネルでも同時放送されており、週末に中央競馬が中止となり、代替開催が生じた場合は第1放送のみでの放送となり、第2放送は「中央競馬実況中継」となっていたが、2012年10月から第2放送は終日第1放送とは異なる番組を編成するようになったため、同時放送は廃止された。

## 出演者
前番組のスタイルをほぼ踏襲しているが、今番組は基本的に第1・2部ともラジオNIKKEI・兜倶楽部の男性記者と女性パートナー2人1組の組み合わせとなっている。左のペアが第1部、右のペアが第2部
- 月曜：和島英樹・岸田恵美子／今野浩明・叶内文子[3]
- 火曜：鎌田伸一・岸田恵美子／和島英樹・清水万紀子
- 水曜：今野浩明・岸田恵美子／鎌田伸一・叶内文子
- 木曜：鎌田伸一・岸田恵美子／和島英樹・叶内文子
- 金曜：鎌田伸一・岸田恵美子／今野浩明・叶内文子